# 群星公主號

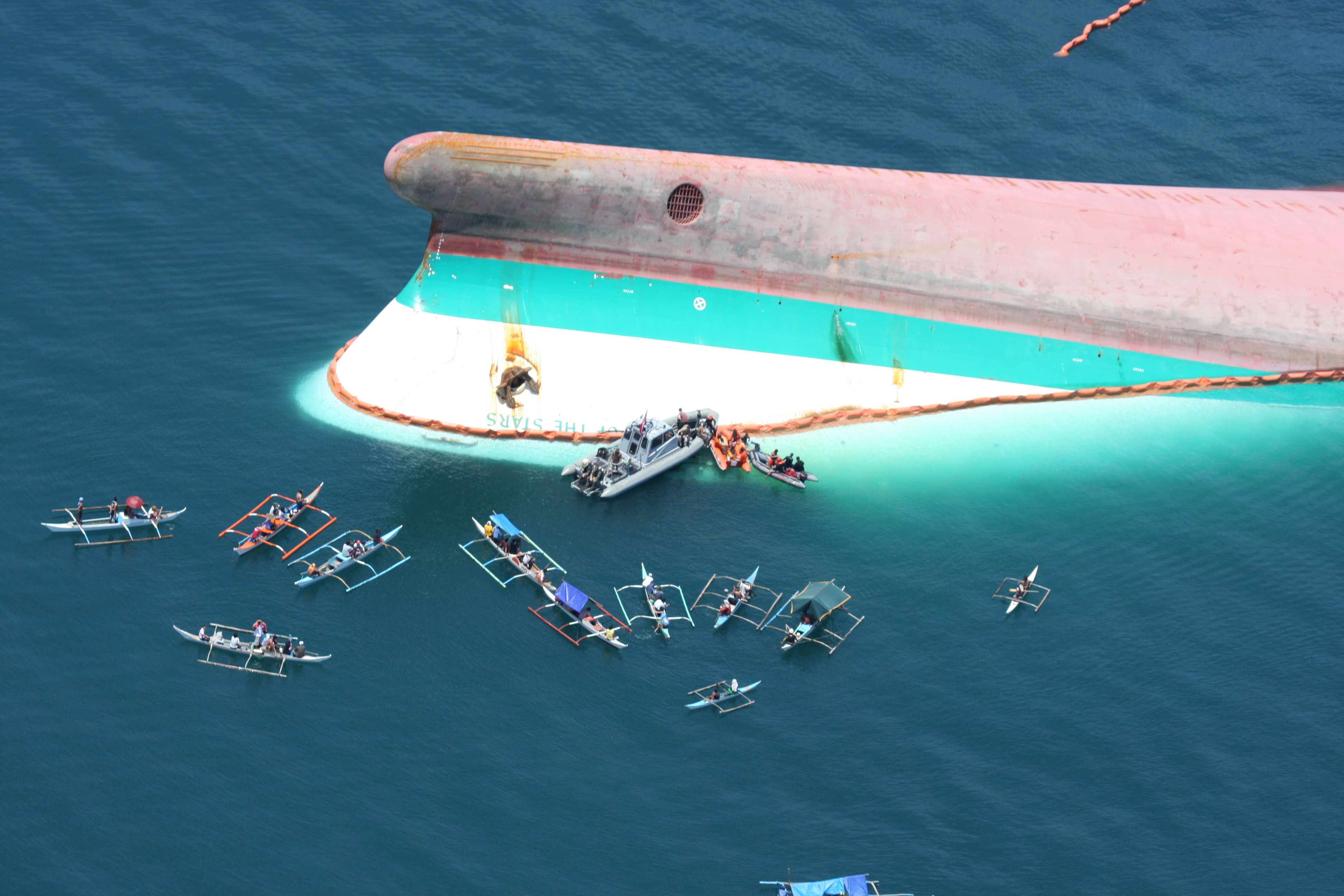
群星公主號

群星公主號（MV Princess of the Stars），是一艘菲律賓渡輪，在2008年6月20日遭遇颱風風神在馬尼拉朗布隆省San Fernando沉沒，死傷受害者人数达800人。菲律賓總統阿羅約質疑此渡輪在颱風下為什麼不停航。 

## 历史
群星公主號於1984年建成，23,824噸重，可載2千乘客。遇難行程的起點是馬尼拉，計劃目的地是宿霧市。
沉沒之時剛好是午餐時間，部分乘客為老人和小孩，由於風浪搖晃船隻導致他們暈船浪，不知道該如何逃生，而且救生艇又被大浪打翻。
群星公主號的船主是蘇爾皮西歐船運公司，1987年12月20日，該公司的另一艘船多納·帕茲號，於菲中部海域與維克托號相撞，4340人罹難。
此次海難發生後，蘇爾皮西歐船運公司表示將會向每位死者家屬賠償20萬比索（約4,500美元）。